# Zaho
Zehira Darabid, mais conhecida pelo seu nome artístico Zaho (Bab Ezzouar, 10 de Maio de 1980) é uma cantora argelina-canadiana que vive em Montreal, no Canadá.

## Biografia
Zaho nasceu em Chlef, na Argélia e cresceu em Chettia nos subúrbios de Chlef até aos 18 anos quando a sua família se mudou para Montreal, Canadá. O seu pai era executivo e a sua mãe professora de matemática na universidade. Tem um irmão e uma irmã.

## Carreira musical

### 1999 - 2007: Início
Aprendeu a tocar guitarra aos 7 anos de idade, e muito rapidamente aprendeu o repertório de Francis Cabrel em 10 anos. Em 1999, quando emigrou para Montreal, descobriu o mundo profissional da música com produtores e estúdios. A artista colocou os estudos de lado para se dedicar por completo à música. Trabalhou com nome notáveis da indústria musical francesa, como Idir, Tunisiano e Soprano. Trabalhou com Florida e Timbaland no single "Elevator", participando nas vocais.

### 2008 - presente:Dimae promoção
Em 2008 lançou o seu álbum de estreia, Dima. Escreveu a canção "Tout ce temps" para Idir, e este insistiu que a cantora gravasse a faixa com ele. Em 2008, representou França nos MTV Europe Music Awards de 2008, vencendo na categoria "Best French Artist".

## Discografia

### Álbuns de estúdio
- 2008 - Dima

### Mixtapes
- 2007 - Zaho : La Mixtape

### Singles
- 2006 : "Hey Papi"  com Soprano
- 2008 : "Tu Reconnais"
- 2008 : "Lune de Miel"  com Don Choa
- 2008 : "C'est Chelou"
- 2008 : "La Roue Tourne"  Tunisiano
- 2008 : "Kif'n'dir"
- 2009 : "Je te Promets"
- 2009 : "Nos Espoirs"  com Roams

### Outras participações
- "Basta" de La Fouine, em "Bourré au son" (2005)
- "Halili" de Cheb Mami, em "Layali" (2006)
- "Un point c tout" de Sefyu, em "Qui suis-je?" (with Mina and Sana) (2006)
- "Lune de miel de Don Choa, em "Jungle de béton" (2007)
- "Tout ce temps" de Idir, em "La France des couleurs" (2007)
- "La France des couleurs" de Idir, em "La France des couleurs"
- "Citoyen du monde" de Tunisiano, em "Le Regard des gens" (2008)
- "Je m'écris" de Kery James, em "À l'ombre du show business" (2008)
- "Quand ils vont partir" de Kamelancien, em "Le Frisson de la vérité"
- "T'es chelou", remix de "C'est chelou", por D.Dy em "T'aimes ou t'aimes pas" (2008)

## Prémios e indicações
| Ano  | Cerimónia               | Categoria                            | Resultado |
| ---- | ----------------------- | ------------------------------------ | --------- |
| 2008 | MTV Europe Music Awards | "Meilleur Artiste Français"          | Venceu    |
| 2009 | NRJ Music Awards        | "Révélation francophone de l'année"  | Venceu    |
| 2009 | NRJ Music Awards        | "Clip de l'année" com "C'est Chelou" | Indicação |